# BigWorld
BigWorld是一家於1999年成立的專門開發供大型多人連線遊戲以及虛擬世界使用的中介軟體開發工具公司，並且販賣開發工具套件授權。總部位於澳洲。在2007年，BigWorld被英國的電子遊戲產業開發者雜誌認定為業界的領導。
2012年8月7號，戰遊網花費4千5百萬美元收購中介軟體開發商BigWorld。

## 相關遊戲作品
目前已經發行的遊戲作品中，使用BigWorld技術的有《戰車世界》（戰遊網）、《天翼決》（Aeria Games）、《VIE: Virtual Island of Entertainment》（enVie Interactive LLC）、《萌谷帝國》（宇峻奧汀）、《萌騎Online》（構思科技）。而目前正在開發中的遊戲有《戰機世界》（戰遊網）、《戰艦世界》（戰遊網）、《天下3》（網易）

## 基於BigWorld技術的遊戲列表[3]
| 標題                                  | 開發團隊          |
| ------------------------------------- | ----------------- |
| 戰車世界（1.0更新後使用Core繪圖引擎） | 戰遊網            |
| 戰機世界                              | 戰遊網            |
| 戰艦世界                              | 戰遊網            |
| 天翼決                                | 盛光天翼          |
| 萌谷帝國                              | 宇峻奧汀          |
| 三國群英傳2 Online                    | 宇峻奧汀          |
| 火鳳三國Online                        | 宇峻奧汀          |
| 天下2                                 | 網易              |
| 天下3                                 | 網易              |
| 創世西遊Online                        | 網易              |
| 萌騎Online                            | 構思科技          |
| 獵國                                  | 深紅網路          |
| 神仙世界                              | 浙江凱迅          |
| Virtual Island of Entertainment       | enVie Interactive |
| Copernicus                            | 38 Studios        |
| Origins of Malu                       | Burning Dog Media |
| 創世Online                            | 天成互動          |
| 海戰傳奇                              | 9Com              |
| 鬼吹燈Online                          | UQU Game          |
| 無盡戰區（原為“傳說對決”）Online      | 網易              |

## 獎項
基於BigWorld Technology開發的《戰車世界》，該遊戲的俄羅斯伺服器共91,311名玩家連線，此紀錄在2011年1月23號經過金氏世界紀錄的驗證，並列為「同一時間及MMO伺服器中最多線上玩家（Most Players Online Simultaneously on One MMO Server）」，2011年11月則再次刷新記錄到250,000線上玩家數。